# Birketveit
Birketveit är centralorten i Ivelands kommun i Agder fylke i söda Norge. Orten ligger där fylkesväg 3766 möter fylkesväg 3770, norr om kyrkbyn Iveland.